# Vera Lenart
Vera Lenart, slovenska zdravnica čeljustna kirurginja, * 25. januar 1918, Novi Sad, † 15. november 1989, Ljubljana.

## Življenje in delo
Diplomirala je leta 1941 na Medicinski fakulteti v Beogradu. Specializacijo je končala 1953 v Ljubljani in na Medicinski fakulteta v Ljubljani 1968 doktorirala z disertacijo Funkcionalna terapija temporomandibularnih artropatij.(COBISS) Strokovno se je izpopolnjevala v Lyonu, Parizu, Leipzigu in Gradcu. Med 2. svetovno vojno je bila v partizanih. V letih 1944-1946 je delala v JLA, nato do 1950 na Mikrobiološkem inštitutu Medicinske fakultete v Ljubljani, od 1951 na Kliniki za ustno in čeljustno kirurgijo, od 1970 kot izredna profesorica in od 1973 kot redna profesorica na ljubljanski medicinski fakulteti. V letih 1973−1982 je bila predstojnica klinike in katedre za maksiofacialno in oralno kirurgijo Medicinske fakultete v Ljubljani. Na raziskovalnem področju se je posvetila zgodnjemu odkrivanju raka v ustni votlini in pravočasnemu zdravljenju. Objavila je okoli 100 znanstvenih in strokovnih člankov v domači in tuji strokovni literaturi. Bila je častna članica več francoskih strokovnih društev. Leta 1976 je prejela nagrado francoske medicinske akademije.

## Izbrana bibliografija
- Obolenja čeljustnega sklepa, študij njegovih vzrokov in kavzalne terapije ter preventive: I. del (COBISS)
- Obolenja čeljustnega sklepa, študij njegovih vzrokov in kavzalne terapije ter preventive: II. del(COBISS)